# José Joaquín de Olmedos internationella flygplats
José Joaquín de Olmedos internationella flygplats är en flygplats i Ecuador.   Den ligger i kantonen Cantón Guayaquil och provinsen Guayas, i den sydvästra delen av landet, 260 km sydväst om huvudstaden Quito. José Joaquín de Olmedos internationella flygplats ligger 5 meter över havet.
Terrängen runt José Joaquín de Olmedos internationella flygplats är huvudsakligen platt, men västerut är den kuperad. Terrängen runt José Joaquín de Olmedos internationella flygplats sluttar österut. Runt José Joaquín de Olmedos internationella flygplats är det ganska tätbefolkat, med 239 invånare per kvadratkilometer. Närmaste större samhälle är Guayaquil, 6,0 km sydväst om José Joaquín de Olmedos internationella flygplats. Runt José Joaquín de Olmedos internationella flygplats är det i huvudsak tätbebyggt.